# Bruno Wojtinek
Bruno Wojtinek (Valenciennes, 6 marzo 1963) è un ex ciclista su strada e pistard francese, professionista dal 1984 al 1989.
Dotato di caratteristiche di passista fu un dilettante particolarmente vincente, tuttavia non ebbe modo e tempo per esprimere allo stesso livello le sue qualità anche fra i professionisti. Nonostante ciò si aggiudicò comunque ventitré successi.

## Carriera
Nel 1984 al suo primo anno di professionismo vinse il Grand Prix de la Ville de Rennes, una corsa minore del panorama francese, ma soprattutto fu secondo al Grand Prix d'Isbergues, vinto da Kim Andersen, e nell'occasione seppe mettersi dietro il fuoriclasse irlandese Sean Kelly, e terzo nella Parigi-Tours.
Specialista delle Classiche del pavé fu secondo alla Parigi-Roubaix, sia nella versione dilettantistica nel 1983, sia fra i professionisti, quando nel 1985 terminò la corsa, vessata da una incessante pioggia e vinta dal compagno di squadra Marc Madiot, alla piazza d'onore anticipando di qualche secondo un gruppetto di cinque uomini tra cui vi erano Sean Kelly e Greg LeMond.
Nel 1985 colse anche dei buoni piazzamenti in brevi gare a tappe: vinse il Tour d'Armonique e fu secondo sia alla Settimana Ciclistica Internazionale, in Italia, ancora dietro un compagno di squadra, Laurent Fignon, sia alla Quatre Jours de Dunkerque dietro il belga Jean-Luc Vandenbroucke.
Il 1986 fu l'anno più prolifico, poiché vinse ben undici corse, fra cui tappe nella Parigi-Nizza, nella Quatre Jours de Dunkerque e nel Critérium du Dauphiné Libéré. 
Si mantenne, grossomodo, allo stesso livello anche l'anno successivo. Tra l'altro, nel 1987, dopo essere arrivato quarto al campionato nazionale prese parte al Tour de France, che non terminò, dove colse alcuni buoni piazzamenti di giornata fra cui il secondo posto nella quinta tappa, vinta con un breve margine sul gruppo da Marc Sergeant.
Ritiratosi a causa di un incidente stradale in cui venne investito da una automobile, gestisce un negozio di abbigliamento a Lilla .

## Palmarès
- 1981 (Allievi, una vittoria)

Classifica Generale Tour de l'Abitibi
- 1982 (Dilettanti, una vittoria)

Circuit de la Vallée de l'Aa
- 1983 (Dilettanti, cinque vittorie)

Circuit du Port de Dunkerque
Circuit du Pévèle
Prologo Circuit des Ardennes (Charleville, cronometro)
4ª tappa Circuit des Ardennes (Charleville Mézières > Charleville Mézières)
Classifica generale Circuit des Ardennes
- 1984 (Renault, una vittoria)

Grand Prix de la Ville de Rennes
- 1985 (Renault, cinque vittorie)

1ª tappa Tour d'Armonique
Classifica generale Tour d'Armonique
2ª tappa, 1ª semitappa Tour de Luxembourg (Dippach > Esch-sur-Alzette)
2ª tappa Settimana Ciclistica Internazionale (Partinico > Marsala)
5ª tappa Settimana Ciclistica Internazionale (Capo d'Orlando > Messina)
- 1986 (Z, undici vittorie)

Grand Prix de Denain
1ª tappa Parigi-Nizza (Limeil > Limeil)
2ª tappa Parigi-Nizza (Buxy > Saint-Étienne)
3ª tappa Quatre Jours de Dunkerque (Denain > Dunkerque)
4ª tappa Quatre Jours de Dunkerque (Dunkerque > Armentières)
Prologo Tour de l'Oise (Senlis, cronometro)
1ª tappa Tour de l'Oise (Creil > Noyon)
4ª tappa, 1ª semitappa Critérium du Dauphiné Libéré (Saint-Chamond > Charavines)
5ª tappa Tour of the European Community (Polencia > Vitoria)
3ª tappa Postgirot Open (Landskrona > Kristianstad)
1ª tappa Tour de Midi-Pyrénées (Castres > Castres)
- 1987 (Z, cinque vittorie)

Grand Prix de Denain
Prologo Tour de Midi-Pyrénées (Albí, cronometro)
1ª tappa Tour de Midi-Pyrénées (Castres > Cahors)
3ª tappa Critérium du Dauphiné Libéré (Saint-Étienne > Valence)
3ª tappa Tour du Limousin (Guerét > Tulle, ex aequo con Stefan Van Leeuwe)
- 1988 (Z, una vittoria)

Prologo Tour Méditerranéen (Béziers, cronometro)

### Altri successi
- 1984 (Renault, una vittoria)

1ª tappa Giro d'Italia (Lucca > Marina di Pietrasanta, cronosquadre)
- 1985 (Renault, due vittorie)

Criterium di Clais
Criterium di Renazé
- 1986 (Z, una vittoria)

4ª tappa, 2ª semitappa Parigi-Nizza (Carpentras > Avignone, cronosquadre)

## Piazzamenti

### Grandi giri
- Tour de France

1987: ritirato (alla 11ª tappa)
- Giro d'Italia

1984: ritirato (alla ? tappa)

### Classiche monumento
- Milano-Sanremo

1986: 5º
1987: 12º
1988: 12º
- Giro delle Fiandre

1988: 40º
- Parigi-Roubaix

1985: 2º
1986: ritirato
1987: 6º
1988: 11º

### Competizioni mondiali
- Campionato del mondo su strada

Villach 1987 - In linea: ritirato